# Windows Vista
Windows Vista (nombre clave Windows Longhorn) es una versión descontinuada de Microsoft Windows, línea de sistemas operativos desarrollada por Microsoft. Esta versión estaba enfocada a la utilización en equipos de escritorio en hogares y oficinas, equipos portátiles, tabletas y equipos media center.
El proceso de desarrollo terminó el 8 de noviembre de 2006 y en los tres meses siguientes fue entregado a los fabricantes de hardware y software, clientes de negocios y canales de distribución. El 30 de enero de 2007 fue su lanzamiento mundial y quedó a disposición para su compra y descarga desde el sitio web de Microsoft Windows.
La aparición de Windows Vista se produjo más de cinco años después de la introducción de Windows XP, en su momento fue el tiempo más largo entre dos versiones consecutivas de Microsoft Windows, pero fue superado por el tiempo entre Windows 10 y Windows 11. La campaña de lanzamiento incluso fue más costosa que la de Windows 95, ocurrida el 25 de agosto de 1995, debido a que esta incluyó además otros productos como Microsoft Office 2007 y Exchange Server 2007. El sucesor de Windows Vista fue Windows 7, que fue lanzado mundialmente el 22 de octubre de 2009.

## Nuevas características
Windows Media Center
Es una aplicación que, al igual que en la versión Media Center Edition, permite la grabación y visualización de música, imágenes, vídeos y televisión grabada. Viene incorporado en las versiones Home Premium y Ultimate. Este programa puede ser utilizado por medio de control remoto y controles para la consola de videojuegos Xbox 360 y cuyas interfaces gráficas son creadas por medio del lenguaje de formato MCML. Por medio del centro de multimedios los usuarios pueden acceder al contenido de sus computadores desde la pantalla de su televisor y controlar el audio y video del mismo por medio de un control remoto del tipo que se usa para controlar los televisores, video caseteras y otro aparatos de este tipo. Aunque en Windows XP existían ediciones especiales que incluían el centro de multimedios, con Windows Vista este ha sido modificado desde sus bases y ahora está incluido en algunas de las ediciones normales del sistema operativo, en lugar de ser necesaria una edición especial del sistema para poder utilizarlo como ocurría con la versión anterior de Windows. No se incluye en las ediciones Starter, Home Basic ni Business.
Windows Aero
Es una nueva interfaz gráfica que permite la transparencia en las ventanas. Incluye «Flip 3D», una mini-aplicación que permite cambiar de ventana con presionar la tecla Windows y el tabulador. Además, permite tener una vista preliminar de las ventanas abiertas, con solo pasar el ratón sobre los botones en la barra de tareas. Viene incluido en las ediciones a partir de Home Premium.
Windows Anytime Upgrade
Es una aplicación que consiste en realizar una actualización a una edición superior de Windows Vista. Anteriormente se vendían packs de actualizaciones a través de Windows Marketplace pero Microsoft anunció que ya no vendería paquetes de actualizaciones. En Windows Vista, a diferencia de Windows 7, no se podía ingresar un código alfa-numérico (conocido como Serial Key) y el usuario debía comprar una actualización. Actualmente a través de un DVD se actualiza a una edición superior de Windows Vista.
Internet Explorer 7
Es el nuevo explorador de Internet que se incluye con Windows Vista (aunque también se puede descargar una versión para Windows XP SP2), el cual permite la navegación a través de pestañas y el botón «Pestañas rápidas», que muestran vistas en miniatura en todas las páginas abiertas. También incluye mejoras en la seguridad como las advertencias antiphishing y el modo protegido (sólo en Vista) que evita que los sitios web ejecuten código sin permiso del usuario. Internet Explorer 8 es el sucesor de esta versión y ya está disponible para descargar en español desde la web de Microsoft para este sistema. Actualmente hay una nueva versión de este navegador que es Internet Explorer 9 que también se puede descargar desde la Web de Microsoft.
Windows Sidebar
La barra lateral de Windows es una herramienta ubicada inmóvilmente en el costado derecho de la pantalla. Esta aplicación permite ejecutar pequeños programas (gadgets) en el escritorio, sin necesidad de abrir ventanas físicas. Algunos ejecutan funciones básicas, como la hora, el clima o buscar información en Google o Wikipedia. Vista incluye gadgets preinstalados, sin embargo, también es posible descargarlos de Internet, los cuales no son proporcionados únicamente por Microsoft sino también por terceros. Sin embargo, se aconseja su desactivación por problemas de seguridad de los gadgets legítimos de Windows.
Windows Media Player 11
Es el nuevo reproductor multimedios de Windows. Sus cambios con respecto a versiones anteriores es la eliminación del botón “Selector de máscara” (aunque aún es accesible presionando simultáneamente las teclas Control y el número 2). En Windows Vista, en ventana normal, tiene un diseño transparente que coincide con Windows Aero; excepto cuando se amplía a ventana maximizada, ya que cambia al color del tema, sin transparencias. Permite cambiar de formatos de copia, sin recurrir al comando «Opciones» del «menú Herramientas». La biblioteca musical permite el sistema de metadatos (que ahora incluye la portada del álbum del artista en cuestión). Como un extra, ahora puede manejar archivos de imágenes y vídeos.
WinFX
Una API orientada a reemplazar la API actual llamada Win32. Esta, junto con Avalon e Indigo, son los pilares de Windows Vista.
Otras
- Windows Vista es el primer sistema operativo de Microsoft concebido para garantizar una compatibilidad total con EFI (Extensible Firmware Interface), la tecnología llamada a reemplazar a las arcaicas BIOS que desde hace más de dos décadas han formado parte indisoluble de los ordenadores personales, por lo tanto no empleará MBR (Master Boot Record), sino GPT (GUID Partition Table).
- Ventanas dibujadas con gráficos vectoriales usando XAML y DirectX. Para ello, se utilizaría una nueva API llamada Windows Presentation Foundation, cuyo nombre en código es Avalon, que requiere una tarjeta gráfica con aceleración 3D compatible con DirectX.
- Capacidad nativa para grabar DVD.
- Una interfaz de línea de comando denominada Windows PowerShell, que finalmente se ofreció como una descarga independiente para Windows Vista y Windows XP SP2.
- Se anunció una nueva extensión de base de datos al sistema de archivos llamada WinFS. El desarrollo de dicho sistema de ficheros ha sido abandonado por Microsoft, por lo tanto no será incluido en Windows Vista, por el momento, siendo compensado por un sistema de búsqueda basado en la indexación.
- Incluye fuentes como la Segoe UI y la Calibri, con la familia ClearType, que anteriormente fue sustituido por Trebuchet MS (para Windows XP) y Verdana, incluyendo fuentes bitmap para versiones anteriores.
- Integra directamente en el sistema un lector de noticias RSS (Really Simple Syndication, por sus siglas en inglés).
- La utilidad de restauración del sistema ha sido actualizada e implementada como herramienta de inicio de sesión, facilitando así el rescate del sistema.
- Un sistema unificado de comunicaciones llamado Windows Comunication Foundation, cuyo nombre en código es Indigo.
- Un sistema antispyware denominado Windows Defender, que también se liberó para Windows XP con SP2 (aunque requiere la validación del sistema).
- Añade al firewall de sistema la capacidad de bloquear conexiones que salen del sistema sin previa autorización.
- Windows Mail es un cliente de correo electrónico, que permite el manejo de cuentas de correo electrónico. En funciones, es el sustituto de Outlook Express.
- Se incluye Windows ReadyBoost, la cual es una tecnología de caché de disco incluida por primera vez en el sistema operativo Windows Vista. Su objetivo es hacer más veloces a aquellos computadores que se ejecutan con el mencionado sistema operativo mediante pendrives, tarjetas SD, compactFlash o similares.
- Se ha incorporado la herramienta Encriptador de disco BitLocker, para la protección de datos extraviados en las versiones Enterprise y Ultimate.
- Control de cuentas de usuario, es una característica del sistema que limita las operaciones de determinados tipos de usuarios en el equipo. A diferencia de las anteriores versiones de Windows, los nuevos usuarios de Windows Vista (con cuenta estándar) no tienen derechos de administrador por defecto, como la instalación y la modificación de registros del sistema. Se caracteriza por tener una variante de la bandera de Windows en dos colores, azul claro y amarillo en la esquina inferior derecha de cada botón o archivo de instalación. Para realizar tareas administrativas, el monitor se oscurece, se bloquea cualquier orden del ratón o teclado; y aparece una ventana de confirmación, la cual solo autoriza aceptando la orden o tecleando una contraseña. Solo permite la activación o desactivación de este.
- Incluye un Sync Center para sincronización de Windows Vista con Pocket PC sin necesidad de instalar el Active Sync.
- Windows Dreamscene, único en la versión Windows Vista Ultimate, consiste en un wallpaper dinámico basado en un video. Se descarga por el Update del propio SO.
- Incorpora un sistema de protección llamado Windows Software Protection Platform (WSPP) que es más potente que el actual Windows Genuine Advantage (WGA). Cuando detecte que la copia es ilegal, lo primero que hará será avisar al usuario y si el usuario no logra obtener una copia auténtica el programa empezará a ir desactivando opciones del sistema, como son el Aero o el Windows Defender hasta únicamente dejar activo lo más básico como es el navegador.[4]
- Carga aplicaciones un 15 % más rápido que Windows XP gracias a la característica SuperFetch.
- Se reduce en un 50 % la cantidad de veces que es necesario reiniciar el sistema después de las actualizaciones.

## Pantalla Azul de la Muerte (BSOD)
La Pantalla Azul de la Muerte (BSOD, por sus siglas en inglés) es una característica presente en Windows Vista que aparece cuando el sistema operativo detecta un error crítico del que no puede recuperarse. Esta pantalla sirve como mecanismo de protección, deteniendo el sistema para evitar daños mayores o pérdida de datos.

### Características
- Fondo azul con texto blanco que muestra información técnica del error.
- Identificación del tipo de error y, en algunos casos, el controlador o archivo implicado.
- Reinicio automático del sistema, a menos que se configure lo contrario.

### Causas comunes
- Controladores incompatibles o defectuosos.
- Fallos de hardware, como memoria RAM dañada o disco duro con sectores defectuosos.
- Archivos del sistema corruptos.
- Conflictos con software de terceros o configuraciones incorrectas en la BIOS.

### Métodos de solución
- Iniciar en modo seguro para desinstalar controladores o software problemático.
- Utilizar herramientas como Restaurar sistema o Reparación de inicio.
- Ejecutar comandos como sfc /scannow y chkdsk para verificar la integridad del sistema.
- Comprobar la memoria con la herramienta de diagnóstico incluida en Windows Vista.

### Evolución visual
Windows Vista mantuvo el estilo clásico del BSOD heredado de versiones anteriores, sin incluir elementos gráficos como emoticonos o códigos QR, los cuales fueron introducidos en versiones posteriores de windows.

### Imagen

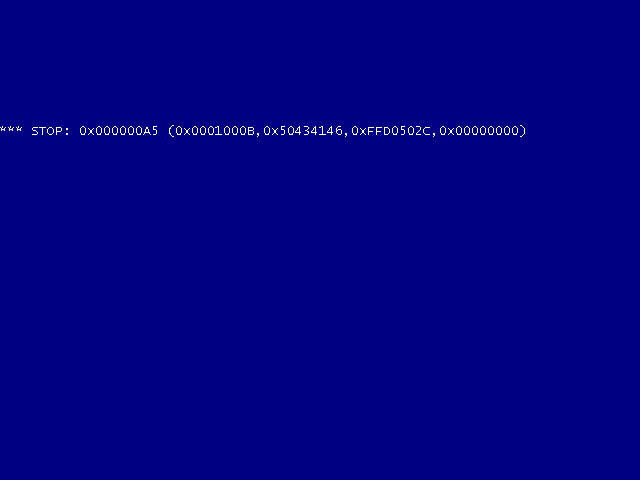
Pantalla Azul de la Muerte (BSOD) en Windows Vista, causada por un error ACPI.

Fuente: [Wikimedia Commons](https://www.bing.com/images/search?q=windows+vista+bsod+wikimedia&qs=n&form=QBIR&sp=-1&lq=0&pq=windows%20vista%20bsod%20wikiwikimedia&sc=10-32&cvid=9B762307CED740C78E619E2402959446&first=1&cw=1177&ch=627)

## Ediciones
El 26 de febrero de 2006, la compañía Microsoft anunció que la próxima versión del nuevo Windows incluiría 6 ediciones. Todas las ediciones están disponibles para arquitecturas de 32 y 64 bits, a excepción de Windows Vista Starter, que sólo está disponible en 32 bits, ya que es una edición de menores prestaciones.
- Windows Vista Starter: es una edición que solo tiene las características básicas de Windows Vista. Solo disponible en países emergentes.
- Windows Vista Home Basic: es una edición que tiene muy pocas características de Windows Vista. Funciona correctamente
- Windows Vista Home Premium: está pensada para los hogares por la inclusión de aplicaciones como Media Center.
- Windows Vista Business: Edición diseñada para empresas de no gran tamaño. Dispone de diversas utilidades y funciones de seguridad nuevas.
- Windows Vista Ultimate: es la suma de Home Premium + Business.
- Windows Vista Enterprise: solo disponibles para grandes empresas. Es similar a Ultimate con algunas características añadidas.

## Actualizaciones

### Service Pack 1
El Service Pack 1 (SP1) fue una actualización general que recibió Windows Vista en el 4 de febrero de 2008 y se ocupa de los problemas que tuvo en la versión inicial. SP1 contiene los cambios específicos centrados en abordar las cuestiones de rendimiento, fiabilidad y seguridad, el apoyo a nuevos tipos de hardware, mejor administración de la memoria, resolver el problema con el consumo de energía en las baterías de los ordenadores portátiles, además de agregar soporte para varios estándares emergentes de hardware y software, entre ellos destacando el soporte para sistema de archivos exFAT, redes inalámbricas 802.11n, IPv6 en conexiones VPN, y el protocolo SSTP (Secure Socket Tuneling). El núcleo del sistema SP1 (6001) es acorde con la versión de lanzamiento de Windows Server 2008.
Dos áreas que han visto grandes cambios en el Service Pack 1 son debidas a opiniones de programadores y vendedores de software. Una de estas es la búsqueda en el escritorio; los usuarios podrán cambiar el programa predeterminado de búsqueda a cualquiera proporcionado por terceros en lugar de la Búsqueda de Escritorio de Windows que incluye Windows Vista, además de que los programas de búsqueda podrán acoplarse íntegralmente con los servicios propios del sistema operativo. Estos cambios son en parte a causa de quejas de Google, cuya aplicación Google Búsqueda de Escritorio no tuvo un acceso preferencial al mismo como el sistema nativo de búsqueda en Vista.
Una actualización de DirectX 10, denominada DirectX 10.1, hace obligatorias muchas características previamente opcionales en dispositivos de hardware Direct3D 10.
El SP1 activa soporte para parches «en caliente», tecnología diseñada para optimizar el tiempo de carga y disminuir los reinicios. Su funcionamiento permite a los componentes de Windows ser actualizados (o parcheados) mientras son utilizados por un proceso en ejecución. Los paquetes de actualización «en caliente» son instalados mediante los mismos métodos que los paquetes de actualización tradicionales, y no necesitarán de un reinicio del sistema.
Al iniciar Vista, al intentar utilizar un nombre reservado, como "Con", para un archivo o carpeta, aparece un mensaje de error que dice: "El nombre del dispositivo especificado no es válido". Esta es una actualización de Windows XP, en la que esta acción no produjo ningún mensaje de error ni notificación; en cambio, volviendo silenciosamente a su nombre anterior.

### Service Pack 2
Service Pack lanzado el 28 de abril de 2009 y disponible en Windows Update desde el 26 de mayo de 2009.
Algunas características principales que se añaden son:
- Windows Search 4.0.
- Soporte para Bluetooth 2.1.
- Permite grabar en Blu-ray sin necesidad de software adicional.
- Integra Windows Connect Now para simplificar las conexiones Wi-Fi.
- Mejora el soporte para archivos exFAT que soporta UTC Timestamps.
- Mejora hasta un 10 % la eficiencia energética en los ordenadores portátiles.
- Reduce el tiempo que el sistema necesita para recuperar la conexión Wi-Fi cuando sale del modo de hibernación.
- Aumenta el límite de conexiones TCP disponibles.
- Reducción del uso de recursos de los gadgets.
- Inclusión de Hyper-V.

## Seguridad y vulnerabilidades
Aunque de acuerdo con Microsoft, Windows Vista es una de las versiones de Windows «más seguras» (después de Windows 7, Windows 8 y Windows 10), se han detectado algunos fallos de seguridad, e incluso, la compañía de antivirus Trend Micro ha dicho que ciertos crackers han vendido exploits hasta en 1000 dólares.
Otra debilidad encontrada ha sido un fallo en el sistema de reconocimiento de voz conocida como shout hacking. Este fallo de seguridad fue reportado en el sitio de ZD Net por George Ou. Según este informe, que fue capaz de entrar al menú de inicio y ejecutar programas usando comandos de voz por medio de los altavoces del sistema.
Aun así y con estos reportes, Windows Vista ha recibido la mitad de vulnerabilidades que su contraparte Windows XP en el mismo lapso de tiempo.

## Recepción

### Crítica
La recepción inicial de Windows Vista fue mayormente negativa por ambos lados. Las páginas expertas en tecnología e informática y los mismos usuarios. Las quejas principales se debieron al alto consumo de recursos del sistema operativo, que fueron consideradas excesivas para conseguir un buen funcionamiento. Otras de ellas se debieron a la inestabilidad del sistema, la falta de compatibilidad con hardware, los altos precios y mayor lentitud al ejecutar programas y hacer tareas relacionadas con Windows XP. Algunas páginas como CNET, PC Mag y Technology Review del MIT resaltaron las novedades sobre Windows XP, pero admitieron que fueron muy poco esenciales para el usuario común, además de criticar el consumo excesivo de recursos. Algunas reseñas más positivas reconocieron que el sistema pudo funcionar correctamente en una computadora que cumpla con los requisitos recomendados. En noviembre de 2007, CNET calificó a Windows Vista como uno de los peores productos tecnológicos de la historia.
Aunque muchos de estos problemas fueron solucionados con los Service Pack lanzados y con el desarrollo de computadores más potentes, Microsoft reconoció el fracaso de Windows Vista en poco tiempo, lo que motivó la autorización de hacer una desactualización a Windows XP y apresurar el lanzamiento de la próxima versión, Windows 7. En 2008, con el fin de mejorar la imagen del sistema operativo, la compañía realizó el experimento Mojave, el cual consistía en hacer probar un avance de la próxima versión de Windows a usuarios que consideraban a Windows Vista un sistema "malo"; luego de que la audiencia respondiera con valoraciones positivas a Mojave, se les revelaba, para su asombro, que el sistema en realidad era el mismo Windows Vista.
En agosto de 2013, el saliente CEO de Microsoft Steve Ballmer admitió que Windows Vista fue «la cosa de lo que más se arrepiente». Diferentes medios especializados en tecnología también consideraron a Windows Vista como uno de los peores fracasos de la compañía.

### Lanzamiento y acogida
Microsoft lanzó una gran campaña para publicitar su nuevo sistema operativo, cuyo eslogan fue «El Wow empieza ahora» (The Wow starts now en inglés) para dar a entender que dejaría sin palabras a todos aquellos lo usaran. Aparecieron muchos carteles en diferentes ciudades con el eslogan modificado como referencia a una función, como Protege tu wow en relación con la seguridad. A pesar de la gran campaña (la más costosa desde Windows 95), poco después del lanzamiento la campaña publicitaria terminó bruscamente.
Después de un mes de lanzarlo al público, se vendieron 20 millones de licencias de Windows Vista, el doble de las ventas de Windows XP durante el mismo periodo. No obstante, posteriormente no pudo despegar con muchísimo éxito. Luego de medio año de ser lanzado, Windows Vista tuvo una cuota de apenas 4,52%, mientras que Windows XP estuvo presente en el 82% del mercado. Para noviembre de 2007, tuvo una cuota del 8,52%.
Desde 2007, fabricantes de equipos como Dell, Lenovo y HP comenzaron a vender computadoras con un disco de Windows XP después de las bajas ventas de equipos con Windows Vista instalado de factoría. Asimismo, Microsoft autorizó el downgrade a Windows XP en las versiones de Windows Vista Business, Enterprise y Ultimate.
En marzo de 2008, Windows Vista llegó a un 11,02% de cuota de mercado. Según StatCounter, en julio de 2008 llegó a un 16,02% del mercado y al 20,15% en febrero de 2009.
Según Netmarketshare, en octubre de 2009 Windows Vista llegó a su máxima cuota de mercado, obteniendo un 18,83%, mientras según StatCounter fue un 25,02% en el mismo mes, lo que convirtió a Windows Vista en el segundo sistema operativo más utilizado en el mundo. Sin embargo, la cifra fue muy inferior a la de Windows XP, que fue de 70,48% El 22 de octubre, fue lanzado Windows 7 y después de su éxito, el número de usuarios de Windows Vista descendió notoriamente. Finalmente, este fue sobrepasado en julio de 2010 por Windows 7.

## Requisitos de hardware
Los equipos aptos para ejecutar Windows Vista están clasificados como Vista Basic y Vista Premium. Se catalogan como Vista Basic a los equipos que pueden ejecutar Windows Vista, sabiendo que la versión Home Basic puede funcionar perfectamente. Sin embargo, no se garantiza el mismo rendimiento para otras versiones, ni tampoco que distintas funciones de otras versiones de Vista (por ejemplo, la interfaz gráfica Aero Glass) funcionen correctamente porque éstas podrán requerir mayores recursos de hardware. Sin embargo, de lo que se puede estar seguro es que el sistema operativo funcionará, y con una actualización muy fácil al equipo (agregar memoria RAM, cambiar la tarjeta de video y otros), podremos pasar a la categoría Vista Premium. En esta última, estaremos seguros de que la versión Home Premium y superiores funcionarán del todo y se podrá sacar partido de todas las funciones de Windows Vista.
|                 | Windows Vista Basic        | Windows Vista Premium       |
| --------------- | -------------------------- | --------------------------- |
| Procesador      | 800 MHz                    | 1 GHz o superior            |
| Memoria RAM     | 512 MB                     | 1 GB                        |
| Tarjeta gráfica | Compatible con DirectX 9.0 | * Compatible con DirectX 10 |
| Resolución Min  | (800x600)                  | (1024 x 768).               |
| Capacidad HDD   | 15 GB                      | 40 GB                       |

## Precios
Los precios orientativos de Microsoft Windows Vista según la web de Microsoft, pero sin confirmar son:
| Edición                              | Actualización | Precio en Google | Precio en tiendas |
| ------------------------------------ | ------------- | ---------------- | ----------------- |
| Windows Vista Starter                | 10,34€        | 20,00€           | 50,30€            |
| Microsoft Windows Vista Home Basic   | 105.99€       | 159.85€          | 218.57€           |
| Microsoft Windows Vista Home Premium | 159,35€       | 239,00€          | 359,00€           |
| Microsoft Windows Vista Business     | 180,24€       | 284,27€          | 394.00€           |
| Microsoft Windows Vista Enterprise   | 185,65€       |                  |                   |
| Microsoft Windows Vista Ultimate     | 340,10€       | 189,00€          | 599,00€           |

Si se adquiere licencia por volumen el precio se reduce. Todos sufren una modificación al ser rebajados un 40% en marzo de 2008.[cita requerida]